# Torger Nergård
Torger Nergård (* 12. Dezember 1974 in Trondheim) ist ein norwegischer Curler und Olympiasieger. Er spielt auf der Position des Third.

## Leben
Nergård spielte als Ersatzspieler bei den Olympischen Winterspielen 2002 in Salt Lake City. Die norwegische Mannschaft schlug im Finale die favorisierten Kanadier mit Skip Kevin Martin und wurden Olympiasieger. Bei den Olympischen Winterspielen 2006 war er im norwegischen Team um Skip Pål Trulsen wieder als Ersatzspieler dabei. Die Mannschaft wurde Fünfter.
Bei den Olympischen Winterspielen 2010 in Vancouver konnte er im norwegischen Team um Skip Thomas Ulsrud die Silbermedaille gewinnen. Im Halbfinale bezwangen sie dabei das Schweizer Team um Skip Markus Eggler mit 7:5. Im Finalspiel unterlagen sie jedoch der kanadischen Mannschaft mit Skip Kevin Martin mit 3:6. Bei seiner vierten Olympiateilnahme bei den Winterspielen 2014 spielte er wie vier Jahre zuvor auf der Position des Third und wurde mit der norwegischen Mannschaft Fünfter. Vier Jahre später kam er bei den Olympischen Winterspielen 2018 in Pyeongchang wieder als Third des norwegischen Teams um Thomas Ulsrud nach vier Siegen und fünf Niederlagen in der Round Robin auf den sechsten Platz.
Den größten Erfolg bei den Curling-Weltmeisterschaften erzielte er 2014, als er mit Thomas Ulsrud die Goldmedaille gewann. Zuvor hatte er bereits dreimal die Bronzemedaille (2006, 2008 und 2009) und eine Silbermedaille gewonnen (2010). Bei der Weltmeisterschaft 2015 konnte mit dem Team Ulsrud infolge einer Finalniederlage gegen das schwedische Team um Niklas Edin den Titel nicht erfolgreich verteidigen.
Nergård hat die Curling-Europameisterschaften insgesamt dreimal gewonnen (2005, 2010 und 2011). Dazu kommen sechs Silbermedaillen (2007, 2008, 2012, 2013, 2014 und 2016) und drei Bronzemedaillen (2002, 2009 und 2015).

## Teammitglieder
- Thomas Ulsrud
- Christoffer Svae
- Håvard Petersson
- Sander Rølvåg